# Lepanthes dondodii
Lepanthes dondodii är en orkidéart som beskrevs av Carlyle August Luer. Lepanthes dondodii ingår i släktet Lepanthes och familjen orkidéer. Inga underarter finns listade i Catalogue of Life.